# Ulmer Vorstadt

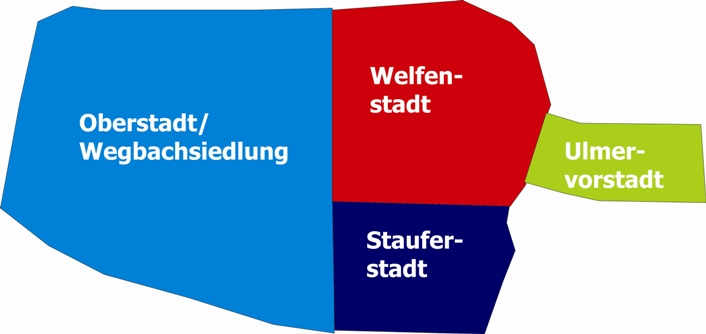
Die Altmemminger Stadtteile

Die Ulmer Vorstadt ist ein Altstadtteil der oberschwäbischen Stadt Memmingen. Sie wird auch Niedergassenvorstadt genannt, liegt im Norden und ist komplett ummauert. Sie ist Teil des unter Denkmalschutz stehenden Ensembles Altstadt Memmingen.

## Geschichte
Um 1300 siedelten die ersten Menschen im Bereich der Vorstadt. Trotz noch vorhandenem Siedlungsraum innerhalb der sicheren Stadtmauer wünschten sich die Patrizier der Stadt einen neuen Platz für ihre Bauten. So entschloss sich die Stadt um 1440, die Vorstadt mit einem eigenen Mauergürtel zu versehen. Im Zuge des Baus wurden zwei neue Tore sowie fünf neue Türme errichtet. Die Bauarbeiten waren um 1475 mit Bau des nächtlichen Einlaßtores abgeschlossen. Der Hauptzugang zur Vorstadt war und ist das Ulmer Tor. 1805 mussten auf Bestreben der Franzosen der größte städtische Verteidigungsturm Luginsland sowie der Weiße Mehlsack abgebrochen worden, 1863 wurde auf Wunsch der Vorstädtler das Notzentor abgebrochen.

## Bauten
Als große Bauten sind in der Ulmer Vorstadt die Gebäude Parishaus der Herren von Paris und das Grimmelhaus der Herren von Grimmel zu nennen. Kleinere Handwerkshäuser sind charakteristisch für die Vorstadt.